# Distretto di Sepahua
Il distretto di Sepahua è un distretto del Perù che appartiene geograficamente e politicamente alla provincia di Atalaya e dipartimento di Ucayali. Ubicato a nordest della capitale peruviana.
Sindaco (alcalde) 2007-2010: Francisco Javier Santillán Tuesta

## Data di fondazione
1º giugno del 1982

## Superficie e Popolazione
- 8223,63 km²
- 6 696 abitanti (2005 di cui il 52% sono donne e il 48% uomini

## Distretti confinanti
Confina a nord con il distretto di Raymondi; a sud con il distretto di Echarate, a est con terra di stato, e a ovest con lei regione di Junín